# Cakile maritima
Cakile maritima là một loài thực vật có hoa trong họ Cải. Loài này được Scop. mô tả khoa học đầu tiên năm 1772.